# Радош Љушић
Радош Љушић (Исток, 22. новембар 1949) српски је историчар и универзитетски професор у пензији. Био је запослен на катедри за историју на Филозофском факултету Универзитета у Београду. У више наврата је био директор Завода за уџбенике и директор Службеног гласника. Аутор је многобројних уџбеника и књига за историју, коју користе ђаци у основном и у средњем образовању, где се изучава и обрађује предмет и област историја.

## Биографија
Радош Љушић је рођен 22. новембра 1949. године у Истоку (Метохија). Основну школу и гимназију завршио је у месту рођења, а студије историје на Филозофском факултету у Београду (15. фебруар 1974). Студије историје прекинуо је на шест месеци ради учења француског језика у Паризу. Од 1975. године ради на Одељењу за историју Филозофског факултета у Београду. На одслужењу војног рока био је 1976–1977. године. Магистрирао је 1978. године на теми „Намесништво прве владе кнеза Михаила (1839–1840)“. Докторску дисертацију „Кнежевина Србија (1830–1839)“ одбранио је 1984. године. Изабран је у звање доцента 1985, ванредног професора 1990, а редовног 1996. године. Професор је на Катедри за Националну историју у Новом веку (преименована у Катедра за српску историју у Новом веку).
Био је председник Друштва историчара Србије (1985 – 1996), био је, и сада је члан редакција неколико историјских часописа (Историјски гласник, Историјски часопис, Виминацијум, Гласник међуопштинског историјског архива Ваљева), главни и одговорни уредник је часописа Српске студије, затим члан Одбора за проучавање Српске револуције и Одбора за 19. век САНУ. Био је уредник библиотеке Српски мемоари у СКЗ и Српског биографског лексикона Матице српске.
Као директор Завода за уџбенике осмислио је и уредио Школско свезнање (2007), Енциклопедију српског народа (2008), библиотеку у којој су објављене књиге: Дрина, Морава, Фрушка гора, Владе Србије, и у Службеном гласнику књига – Рудник (иако то у импресуму не пише) и Заводову библиотеку „Биографије“.
Основао је са Александром Љушић издавачку кућу „Фреска“ која се бавила издавањем уџбеника из историје, географије и веронауке (2009–2014) и историографском литературом.
Основао је са својим постдипломцима, докторантима и колегама невладине организације: Удружење за проучавање српске повеснице (1997) и Центар за Српске студије. Удружење за српску повесницу публиковао је зборнике радова: Српске политичке генерације (1788–1918), Београд 1998; Перо и повест. Српско друштво у сећањима, Београд 1999. и Писмо, Београд 2001. и књигу Ане Столић, Краљица Драга, Београд 2000. Центар за српске студије објављује часопис Српске студије од 2010. године и организује акредитовани семинар за наставнике и професоре историје сваке године под називом – Светосавски дан историчара од 2011. године. Као управник ових невладиних организација осмишљавао је њихов програм и рад.
Био је управник Одељења за историју Филозофског факултета (1999–2001), директор Завода за уџбенике (2004–2008) и в. д. директор Службеног гласника (2013–2014).
Био је члан комисије која је урадила нацрт Закона о државним знамењима (његов је предлог да Сретење господње 1804. године буде државни празник као и прихватање заставе и грба Краљевине Србије, 2002) и писац нацрта закона о Српској енциклопедији, са Василијем Крестићем и Чедомиром Поповим (2005). Био је председник УО Институт за савремену историју (2004–2010), и Председник скупштине Просветног прегледа (2015).
За дипломски рад „Србија у револуцији 1848. године“ добио је Октобарску награду града Београда за стручне радове студената, за књигу Вожд Карађорђе Награду за науку Вукове задужбине (1993) и награду „Владимир Ћоровић“ (2004), а за Књигу о Начертанију Октобарску награду града Београда (1994).
Златну значку доделила му је Културно–просветна заједница Србије (1990), Златан беочуг Културно-просветна заједница Београда (2000), а носилац је Сребрног ордена св. Свештеномученика Петра Дабробосанског Дабро-босанске митрополије (2004), Ордена светог Саве другог степена Српске православне цркве (2006), Златне плакете и Захвалнице „Таковски устанак“ СО Горњи Милановац (1995), Сретењске повеље Српске самоуправе, клуба и института Срба у Будимпешти (2015), Видовданске повеље Одбора за обележавање шест векова Косовске битке (1989), Повеља: Задужбине Никола Пашић, Зајечар (1995), Радио Београда 2 (2008), СО Титово Ужице, и Захвалница: Историјског музеја Србије (1994), Студенице Хвостанске (1995), Кола српских сестара (1997), Манастира Ђурђеви ступови. 
Радош Љушић је један од оснивача Демократског покрета Србије (ДЕПОС) – члан Извршног одбора и Савета ове политичке организације (1992). Дужност народног посланика обављао је 2004. године као члан Демократске странке Србије и био председник скупштинског Одбора за просвету. Био је члан Републичког савета за високошколско образовање (2004–2007). 
Један је од оснивача Српске напредне странке, члан Председништва (2008–2013) и Главног одбора странке (2008).
Радош Љушић бави се историјом српског народа у 19. и 20. веку.